# Факультет інформаційних радіотехнологій та технічного захисту інформації
Факульте́т інформаці́йних радіотехноло́гій та техні́чного за́хисту інформа́ції (ІРТЗІ) — структурний підрозділ Харківського національного університету радіоелектроніки, який здійснює підготовку фахівців за спеціальностями радіотехніка, телекомунікації, кібербезпека, комп'ютерні науки та інформаційні технології, електроніка.

## Історія
Влітку 1963 року було сформовано штат перших викладачів факультету. Вони доклали багато зусиль, щоб укомплектувати необхідним науковим устаткуванням лабораторії та 1 вересня 1963 року було відкрито кафедри:
- теоретичних основ радіотехніки;
- радіотприймальних пристроїв;
- конструювання і технологій виробництва радіоапаратури;
- радіопередавальних пристроїв;
- електронних і вимірювальних приладів.

Почалася підготовка студентів за спеціальностями «Радіотехніка», «Конструювання і технології виробництва радіоапаратури», «Промислова електроніка», «Математичні та лічильно-вирішувальні пристрої».
Першим деканом факультету було призначено доцента Л. В. Трубецькова.
1964 року зі складу кафедри виділилась кафедра радіовимірювань, яку очолив проф. В. Д. Кукуш.
1971 року було припинено прийом студентів на радіотехнічний факультет ХПІ. Відтоді радіоінженерів готують лише на радіотехнічному факультеті ХІРЕ (ХНУРЕ). Сюди з ХПІ переведено студентів та викладачів. У ХНУРЕ з'являються нові кафедри — основ радіотехніки та теорії електрорадіоланцюгів (завідувач Б. Л. Кащеєв, потім В. В. Толстов). За рік на факультеті навчалося понад тисячу студентів.
Професором Б. Л. Кащеєвим 1958-2004 роках була створена наукова школа метеорної радіолокації, яка за допомогою методів радіолокації досліджувала метеорні явища в атмосфері Землі.
1963—2000 роках професор М. Ф. Лагутін створив наукову школу, яка вивчала метеори безперервно-хвильовим базисним методом, також засновано науково-дослідну лабораторію «Промінь», а у 1991 році — полігон у місті Зміїв.
1975 році на факультеті розпочинається підготовка спеціалістів багатоканального електрозв'язку. 1995 року на базі цієї спеціальності було засновано факультет Телекомунікацій та вимірювальної техніки (зараз факультет інфокомунікацій).
З 1991 року на факультеті готують інженерів за спеціальністю «Апаратура радіозв'язку, радіомовлення та телебачення», а з 2004 року — за напрямом «Інформаційна безпека».
З 2000 року факультет очолює С. М. Сакало.

## Кафедри
На базі факультету працює 5 кафедр:
- комп'ютерної радіоінженерії та систем технічного захисту інформації;
- медіаінженерії та інформаційних радіоелектронних систем
- радіотехнологій інформаційно-комунікаційних систем;
- мікропроцесорних технологій і систем
- іноземних мов[1].

### Кафедра комп'ютерної радіоінженерії та систем технічного захисту інформації
Завідувачем кафедри є доктор технічних наук, професор І. Є. Антіпов.
Науковими напрями кафедри є:
- високі технології в сфері радіотехніки, наноенергетики та технічного захисту інформації;
- інформаційні системи радіодоступу та системи захисту інформації;
- дослідження радіометодом процесів в атмосфері Землі;
- антени з обробкою сигналу, в тому числі нелінійні ефекти і безпровідна передача енергії;
- системи технічного захисту інформації;
- спеціальні дослідження з технічного захисту інформації.

### Кафедра радіотехнологій інформаційно-комунікаційних систем
Завідувачем кафедри є доктор технічних наук, професор О. І. Цопа.
Науковими напрями кафедри є:
- лідарні і оптико-електронні засоби в екології, народному господарстві та військовій справі;
- розробка лазерів і на їх основі — засобів контролю домішок техногенного походження в тропосфері та навколоземному просторі;
- інженерія відновлюваних джерел енергії;
- дослідження і розробка проводових і безпроводових цифрових систем передачі мультимедійної інформації;
- дослідження і розробка вбудованих інформаційно-комунікаційних систем на базі сучасних мікроконтролерів і програмованих логічних інтегральних схем;
- методи і засоби захисту інформації в інформаційно-комунікаційних системах;
- методи підвищення завадозахищеності каналів передачі інформації в інформаційно-комунікаційних системах різного призначення;
- особливості побудови радіосистем міліметрового діапазону радіохвиль.

### Кафедра медіаінженерії та інформаційних радіоелектронних систем
Завідувачем кафедри є доктор технічних наук, професор В. М. Карташов.
Науковими напрями кафедри є:
- розробка методів та систем дистанційного зондування атмосфери з використанням акустичних та електромагнітних хвиль;
- розробка систем вертикального зондування для контролю динамічного стану атмосфери;
- розробка методів та засобів створення і передачі мультимедійної інформації каналами;
- сучасні методи обробки гаусових і негаусових випадкових процесів на основі моделей лінійного передбачення;
- розробка мультимедійних тренажерів різного призначення.

## Кафедра мікропроцесорних технологій і систем
Завідувачем кафедри є кандидат технічних наук, доцент І. В. Свид.
Науковими напрями кафедри є:
- проєктування пристроїв на мікроконтролерах і програмованих логічних інтегральних схемах;
- моделювання цифрових сигналів.

Викладачами кафедри ведуться науково-технічні проєкти у галузі мікропроцесорних технологій і систем у межах програми співпраці з лабораторією XLIM м. Лімож (Франція).

### Кафедра іноземних мов
Завідувачем кафедри є кандидат педагогічних наук М. П. Сукнов.
Науковими напрями кафедри є інноваційні методи викладання іноземних мов та забезпечення його комунікативного спрямування.

## Міжнародне співробітництво
Факультет має міжнародні зв'язки з університетами Франції, Німеччини, Фінляндії, Швеції, Мексики, у співробітництві з якими проводяться наукові конференції, відбуваються стажування працівників та студентів.